# Bistum Monterey in California
Das Bistum Monterey in California (lateinisch Dioecesis Montereyensis in California, englisch Diocese of Monterey in California) ist eine in den Vereinigten Staaten gelegene römisch-katholische Diözese mit Sitz in Monterey, Kalifornien.

## Geschichte

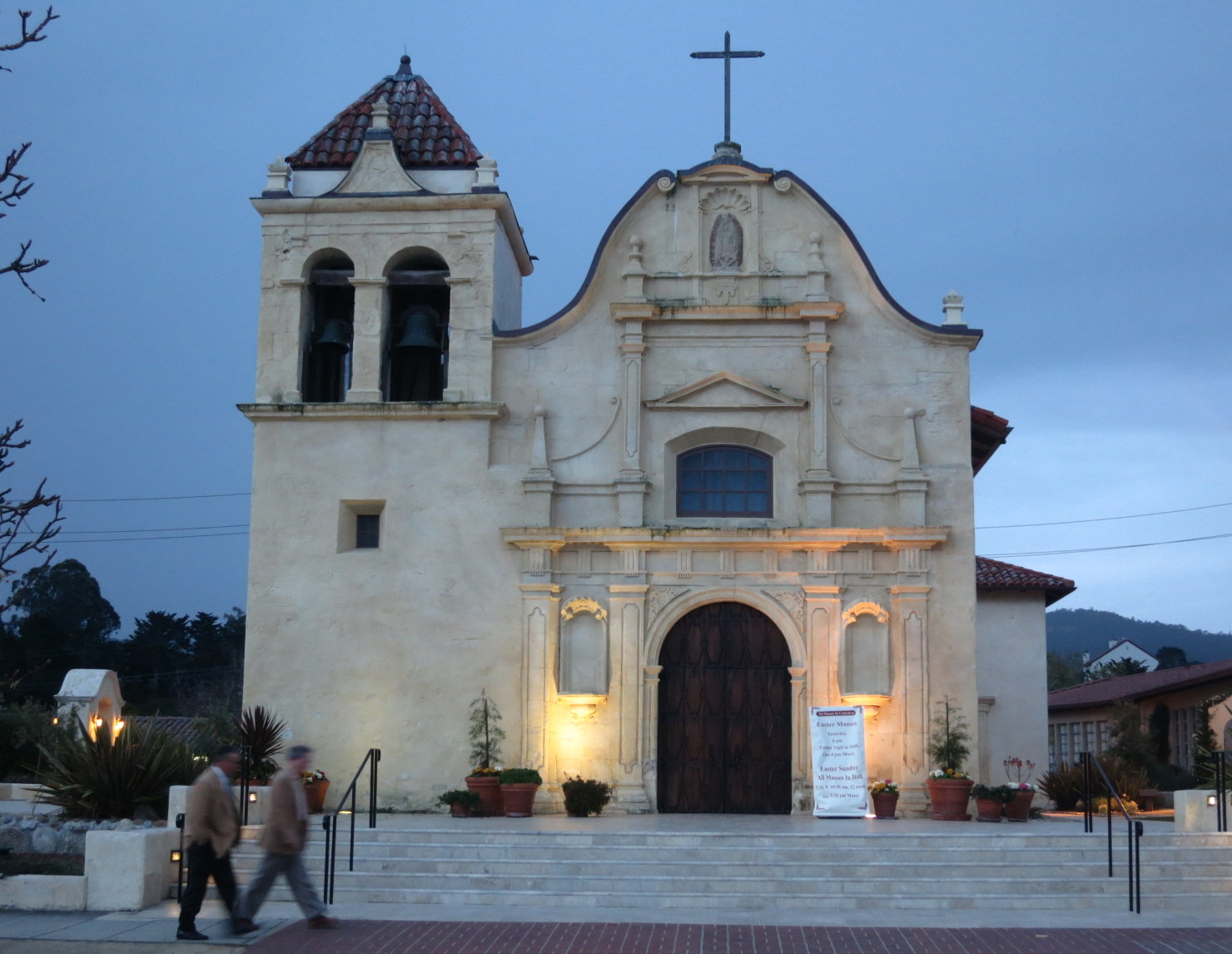
Cathedral of San Carlos Borromeo in Monterey

Das Bistum Monterey in California wurde am 27. April 1840 durch Papst Gregor XVI. mit der Apostolischen Konstitution Apostolicam sollicitudinem aus Gebietsabtretungen des Bistums Sonora als Bistum Kalifornien errichtet und dem Erzbistum Mexiko-Stadt als Suffraganbistum unterstellt. Das Bistum Kalifornien wurde am 20. November 1849 in Bistum Monterey umbenannt. Am 29. Juli 1853 gab das Bistum Monterey Teile seines Territoriums zur Gründung des Erzbistums San Francisco ab, dem es als Suffraganbistum unterstellt wurde. Das Bistum Monterey wurde am 7. Juli 1859 in Bistum Monterey-Los Angeles umbenannt. Am 1. Juni 1922 wurde das Bistum Monterey-Los Angeles in die Bistümer Monterey-Fresno und Los Angeles-San Diego geteilt. Das Bistum Monterey-Fresno wurde am 11. Juli 1936 dem Erzbistum Los Angeles als Suffraganbistum unterstellt. Am 6. Oktober 1967 wurde das Bistum Monterey-Fresno in die Bistümer Fresno und Monterey in California geteilt.

## Territorium
Das Bistum Monterey in California umfasst die im Bundesstaat Kalifornien gelegenen Gebiete Monterey County, Santa Cruz County, San Benito County und San Luis Obispo County.

## Ordinarien

### Bischöfe von Kalifornien
- Francisco José Vicente Garcia Diego y Moreno OFM (1840–1846; † 1846)

- José Maria González Rúbio OFM (Apostolischer Administrator 1846–1849; † 1875)

### Bischöfe von Monterey
- Joseph Sadoc Alemany y Conill OP (1850–1853, dann Erzbischof von San Francisco; † 1888)
- Thaddeus Amat y Brusi CM (1854–1859; † 1878)

### Bischöfe von Monterey-Los Angeles
- Thaddeus Amat y Brusi CM (1859–1878; † 1878)
- Francisco Mora y Borrell (1878–1896; † 1905)
- George Thomas Montgomery (1896–1902, dann Koadjutorerzbischof von San Francisco; † 1907)
- Thomas James Conaty (1903–1915; † 1915)
- John Joseph Cantwell (1917–1922, dann Bischof von Los Angeles-San Diego; † 1947)

### Bischöfe von Monterey-Fresno
- John Bernard MacGinley (1924–1932; † 1969)
- Philip George Scher (1933–1953; † 1953)
- Aloysius Joseph Willinger CSsR (1953–1967; † 1973)

### Bischöfe von Monterey in California
- Aloysius Joseph Willinger CSsR (1967; † 1973)
- Harry Anselm Clinch (1967–1982; † 2003)
- Thaddeus Anthony Shubsda (1982–1991; † 1991)
- Sylvester Donovan Ryan (1992–2006)
- Richard John Garcia (2007–2018)
- Daniel Elias Garcia (2018–2025, dann Bischof von Austin)
- Sedisvakanz (seit 2025)